# 鄭文傑 (1990年)
鄭文傑（英語：Simon Cheng Man-Kit，1990年10月10日—），英國港僑協會創辦人，曾經擔任英國駐香港總領事館蘇格蘭國際發展局貿易及投資主任一職，因於2019年反送中期間发生的鄭文傑失蹤事件聞名。2020年6月26日獲得英國政治庇護，並持續支持香港民主運動。2020年7月31日因被指控煽動分裂国家及勾結外國或境外勢力危害国家安全，涉嫌違反香港國安法而被香港警務處國家安全處通緝。2023年12月14日被香港警務處國家安全處以一百萬港元賞金通緝。

## 背景
鄭文傑在香港屯門生活到中學畢業。2010年到2014年，鄭文傑就讀國立臺灣大學政治系國際關係組，在此期間曾在北京大学和东京大学做過短期交換生。
從國立臺灣大學畢業後，鄭文傑於歐洲在台商務協會(ECCT) 就職，其後赴英就讀倫敦政治經濟學院歐洲政治經濟學理學碩士（MSc in Political Economy of Europe），並於2017年畢業。
2017年末鄭文傑回到香港，成為英國駐香港總領事館蘇格蘭國際發展局(SDI) 貿易及投資主任。
2019年8月郑文杰赴深圳市，深圳公安稱鄭因违反《中华人民共和国治安管理处罚法》规定，被深圳市罗湖警方行政拘留15日。
英国当局在此事声称郑文杰遭酷刑等不公正对待问题。深圳罗湖警方随后对此事进行通报及提供了两段当事人的影片进行澄清，其中影片展示郑文杰对其嫖娼事实供认不讳，其後鄭於BBC節目中稱為中國官方強迫認罪。
2019年11月底，鄭文傑流亡倫敦尋求政治庇護，申請於2020年6月26日獲批，鄭文傑是首名獲政治庇護的香港公民兼英國國民（海外）（BNO）護照持有人，可以在英國逗留5年後申請永久居留權及英國公民資格。

## 經歷

### 宣佈與家人斷絕關係
2020年1月10日，鄭文傑在Facebook發帖宣佈與香港及中國內地的家屬斷絕關係，以免他們受到騷擾。後来，鄭文傑接受香港《眾新聞》採訪時表示，在斷絕關係聲明發出的兩小時前，母親罕見地在WhatsApp上發訊息要求和他通話。母親在電話中大罵鄭文傑日前接受《大紀元時報》的採訪，透露遭內地人員扣查及審訊的細節。她又要告訴鄭文傑，即使鄭不兼顧自己的安危，也要兼顧女友的安危，這讓鄭文傑感覺很奇怪，因為母親以往不會對他說這種話。他回想起之前遭內地警方審訊的經歷，當時警方了解到他最緊張女朋友，懷疑這次會否有人透過他母親向他傳話。後來，他意識到母親那邊好像開了電話揚聲器，懷疑有人在監聽母子通話。鄭文傑擔心當局對自己的監控逐漸加劇，為保證家人安全，於是公開斷絕關係。

### 獲英國政治庇護
鄭文傑於2020年7月1日召開線上記者會表示去年底向英國內政部申請政治庇護，申請已在6月26日獲批，他表示自己是首名香港公民及英國國民海外護照持有人(BNO) 獲英國當局給予政治庇護，可在英國逗留5年，及後可再申請永久居留權及英國公民資格。
鄭文傑接受視像訪問時說，相信英國內政部的制度公正，曾作兩輪面試，他需要交出文件及證據，內政部亦諮詢英國外交部，核實他是否受政治迫害。鄭文傑說，在面試中向英國當局表示，他受內地行政拘留期間的遭遇，包括受酷刑對待、迫供、要脅等。鄭文傑相信，他的政治庇護申請獲批，反映英國政府正對一国两制逐漸失去信心。
鄭文傑說，他的案例可作為先例，希望可幫助香港其他需要政治庇護的人。他又說，自己是被政治迫害的難民，促請中央及香港政府，尊重聯合國難民公約，不應干預外國的司法主權，而在港區國安法通過後，他相信自己會有人身安全威脅。

### 被香港警方通缉
2020年7月31日，有消息指出，香港警方通緝6名流亡海外人士，其中鄭文傑以涉嫌「煽動分裂国家」、「勾結外國或境外勢力危害国家安全」被通缉。

### 请求韩国暂停与香港及中国内地的引渡协议
2020年9月18日，郑文杰与刘康联名去信韩国外交部部长康京和，表示韓國作為自由世界重要的一員，请求韩国暂停与香港及中国内地的引渡协议。

### 投訴CGTN
2019年11月29日，鄭文傑向英國通訊管理局（Ofcom）投訴中國國際電視台（CGTN，又稱中國環球電視網），稱“該電視台在英國播放了他被迫認罪的錄像”。 鄭文傑否認該指控，稱“他被迫招供嫖娼行為”，並稱“中國警方實際上是在審問他有關英國在香港民主抗議中的角色”，鄭文傑說，“他被單獨關押在一個秘密地點，並遭受酷刑，認罪視頻是在此之後所錄，電視認罪並非出於自願”。該片段於11月21日播出，鄭文傑「已經承認違反法律」。2021年2月5日英國通訊管理局吊銷中國環球電視網的廣播執照，幾周後更罰款22萬5千英鎊，部分原因是“該電視網隸屬於中國共產黨，並違反公平、隱私和公正性規定，違反了英國廣播法”。“我們發現有關個人受到了不公平的代價，他的個人隱私遭受了無端的侵犯，” 英國通訊管理局說，並補充說 “事實物證指出該廣播公司使人嚴重懷疑其所謂供詞的可靠性。”節目中播放了兩人在被起訴期間的審前「供詞」，英國通訊管理局說，它正在考慮進一步的制裁。

### 流亡英國
2023年12月12日，在第四台的紀錄片中，鄭透露自己被倫敦爵祿街唐人組織接觸指可以幫忙香港政治難民申請，其後在記者追查下，發現該組織與中共關係密切，鄭在片中表示震驚。

### 再被國安警通緝
2023年12月14日，鄭文傑與許穎婷、邵嵐、霍嘉誌及蔡明達同被香港警務處國家安全處各懸紅100萬港元通緝，為其第二次被香港警察通緝。
2024年1月10日早上，國安處人員突擊搜查鄭文傑父母及他兩名姐姐於屯門的住所，並將他們分別帶返警署，調查他們是否仍與鄭文傑有任何形式的聯絡或金錢往來。

## 組織團體
流亡英國後，鄭文傑與一眾民主運動者組織各類團體，持續支持香港民主運動。鄭文傑提出海外民主運動三部曲 1. 營救2. 凝聚3. 賦權 ，並因應此方針組織各類相關團體。

### 避風驛
由鄭文傑、黃台仰、林榮基、梁繼平等海外流亡民主運動人士於2020年7月成立。平台提供美國、台灣、英國、德國及其他國家庇護政策資訊，亦會和法律團隊保持聯絡，轉介義務法律諮詢服務。

### 英國港僑協會
英國港僑協會於2020年7月成立，旨在提升對居英港人的支援。港僑協會的目標是團結在英國的香港人，並同國際社會的香港人建立連結。

### 香港影子議會
香港影子議會秘書處於2020年12月成立，將就選舉機制等作最少三個月的公眾諮詢。全球港人、不論政治立場都可以參與。希望透過「影子議會」，為國際陣線提供更大的民主正當性。「影子議會」指，香港政府以各種非政治理由延遲選舉，由北京強行通過的港區國安法令香港僅餘的民主議論空間殆盡，完全無視香港公民的訴求及顧慮，希望「影子議會」能為海內外的港人，在國際場合確保意見能被充分代表及展示。

### 限制個人權利
2024年6月12日，保安局局長鄧炳強引用的《維護國安條例》第 89 條，「保安局局長有權為針對某潛逃者施行某些措施而指明該潛逃者」，限制鄭的個人權利。
(1)撤銷特區護照；

(2)禁止提供或處理資金；

(3)禁止與物業相關活動；

(4)禁止與其合資企業或合夥；

(5)暫時罷免董事職位；

(6)暫時吊銷執業資格;

## 个人观点
2019年11月20日，在《記錄：國家的敵人》中，鄭文傑發布對於事件的完整聲明，表示自己支持民主運動，並且參加了2019年的香港抗爭活動，包括維護和保衛佐敦連儂牆，但在活動期間沒有做任何違法或不正當的事情。並且英國駐香港總領事館指示工作人員收集有關抗議狀況的信息，以便評估旅遊警示以及是否涉及英國公民。這包括加入Telegram（電報APP）群組、連登討論區，監看各種新聞頻道，以及與抗爭者群組接觸，以便加深了解他們的目標。鄭文傑和英國政府消息人士都堅稱，他的工作並非用任何方式指揮事件，而是純粹地觀察——就像很多大使館所做的公民社會觀察工作。
鄭文傑聲明如下：
1.  對於我所鍾愛並珍惜的每一個人，我並未做出任何傷害他們或令自己感到後悔的事情。
2. 我否認當局對我的任意指控，他們手上所有證據都是透過非法程序獲得的，包括使用酷刑、威脅和強迫。
3. 我不會尋求司法救濟，因為我對黑暗的中國司法系統沒有信心和信任，尤其是在如此可怕的經歷之後。
4. 我將避免提及此案的某些細節和人名，以避免無辜者被曝光而陷入困境。
5. 我之所以大聲疾呼，是因為此案有助了解中國大陸司法程序的缺陷，符合公共利益，但我也盡力保護個人隱私。
6. 我譴責中國共產黨喉舌的獵巫行為，特別是將人貼上「反華」的政治標籤。

7. 我並未完全從經歷過的創傷中恢復過來，並且由於我面臨更大的報復風險，因此我將不對此案作進一步評論。——Simon Cheng，鄭文傑《記錄：國家的敵人》